# 자발적 인류절멸 운동
자발적 인류절멸 운동(영어: VHEMT·Voluntary Human Extinction Movement)이란 자발적으로 인류의 절멸을 주장하는 단체이다. 미국의 레스 나이트가 창립하였다.
자발적 인류절멸 운동은 지구가 인류가 없을 때 더 나아질 것으로 생각한다. 이 때문에 인류는 출산을 하지 말야야한다고 주장한다. 하지만 이들이 물리력을 동원하여 사람들이 강제로 출산을 하지 못하게 한다거나, 자살 혹은 살인을 부추기는 것은 아니다. 이들의 모토는 다음과 같다. 오래 살고 죽자("May we live long and die out")

## 같이 보기
- 반출생주의
- 환경용량